# Sjundeå stationssamhälle
Sjundeå stationssamhälle (finska: Siuntion asemanseutu) är en tätort och centralort i Sjundeå kommun i landskapet Nyland i Finland. Vid tätortsavgränsningen den 31 december 2021 hade Sjundeå stationssamhälle 2 341 invånare och omfattade en landareal av 3,61 kvadratkilometer.

## Tjänster
I Sjundeå stationsområde finns Sjundeå kommuns bibliotek, järnvägsstationen, Sjundeå svenska skola, finska skolan Aleksis Kivi skola, kommunkansliet, hälsocentralen samt matbutiken S-Market och ABC bensinstation. Sjundeå församlingar har kyrkan Capella i affärsfastigheten på området. Dessutom finns det flera butiker, kaféer och restauranger i Sjundeå kommuncentrum. Aleksis Kivis Fanjunkars finns nästan mittemot hälsocentralen.
År 2024 öppnade kommunen ett sommartorg i Sjundeå stationsområde. Till övriga friluftsområden hör Åparken vid Sjundeå å samt tennisbanor och idrottsfältet bakom skolan.

## Bilder

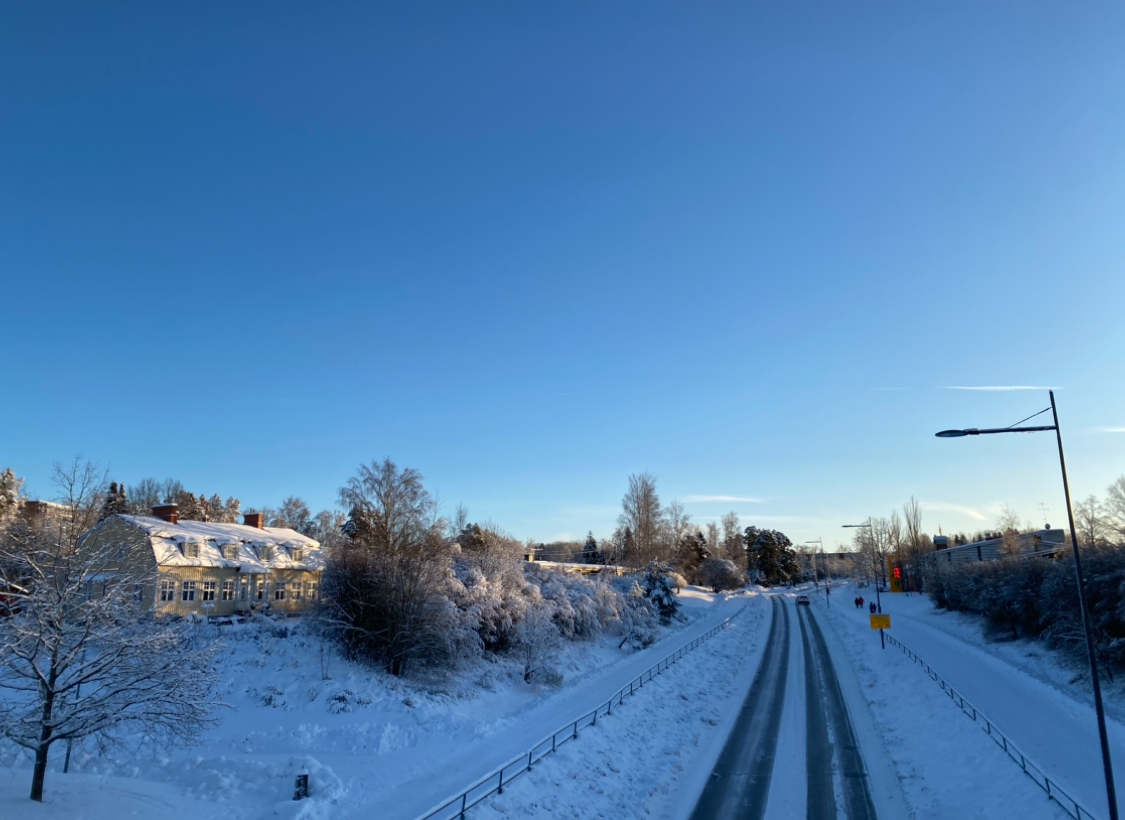
Sjundeå stationsområde sett från järnvägsbron mot kommuncentrum.

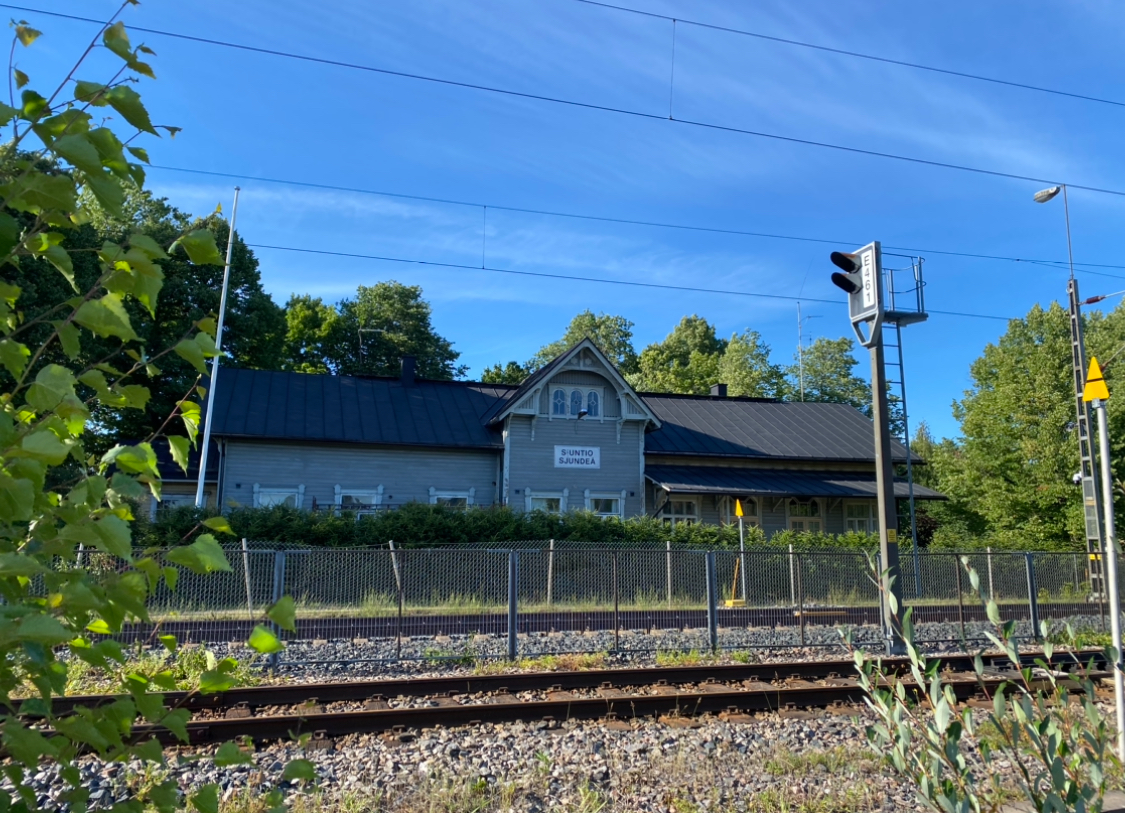
Sjundeå järnvägsstation
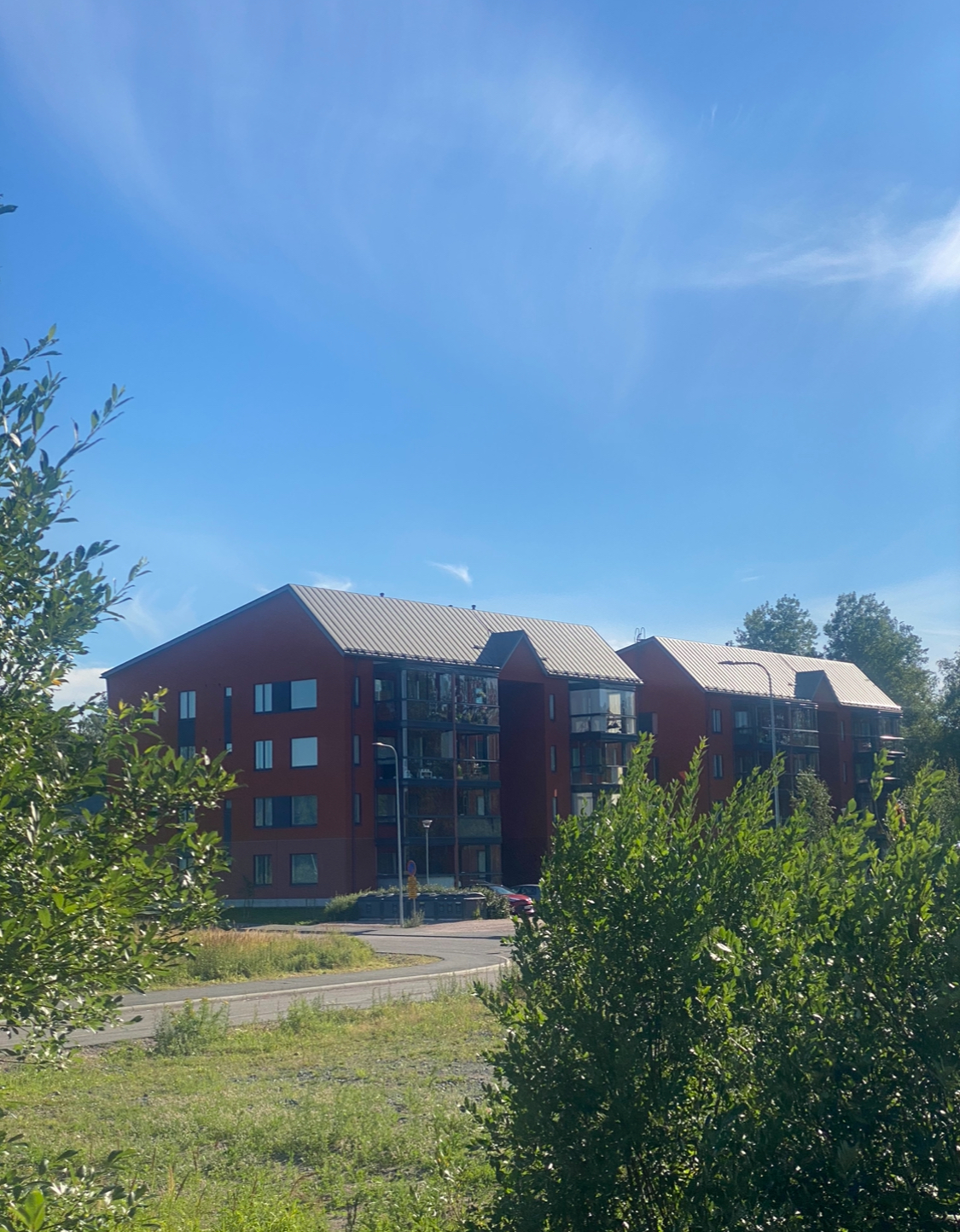
Höghus vid järnvägen.
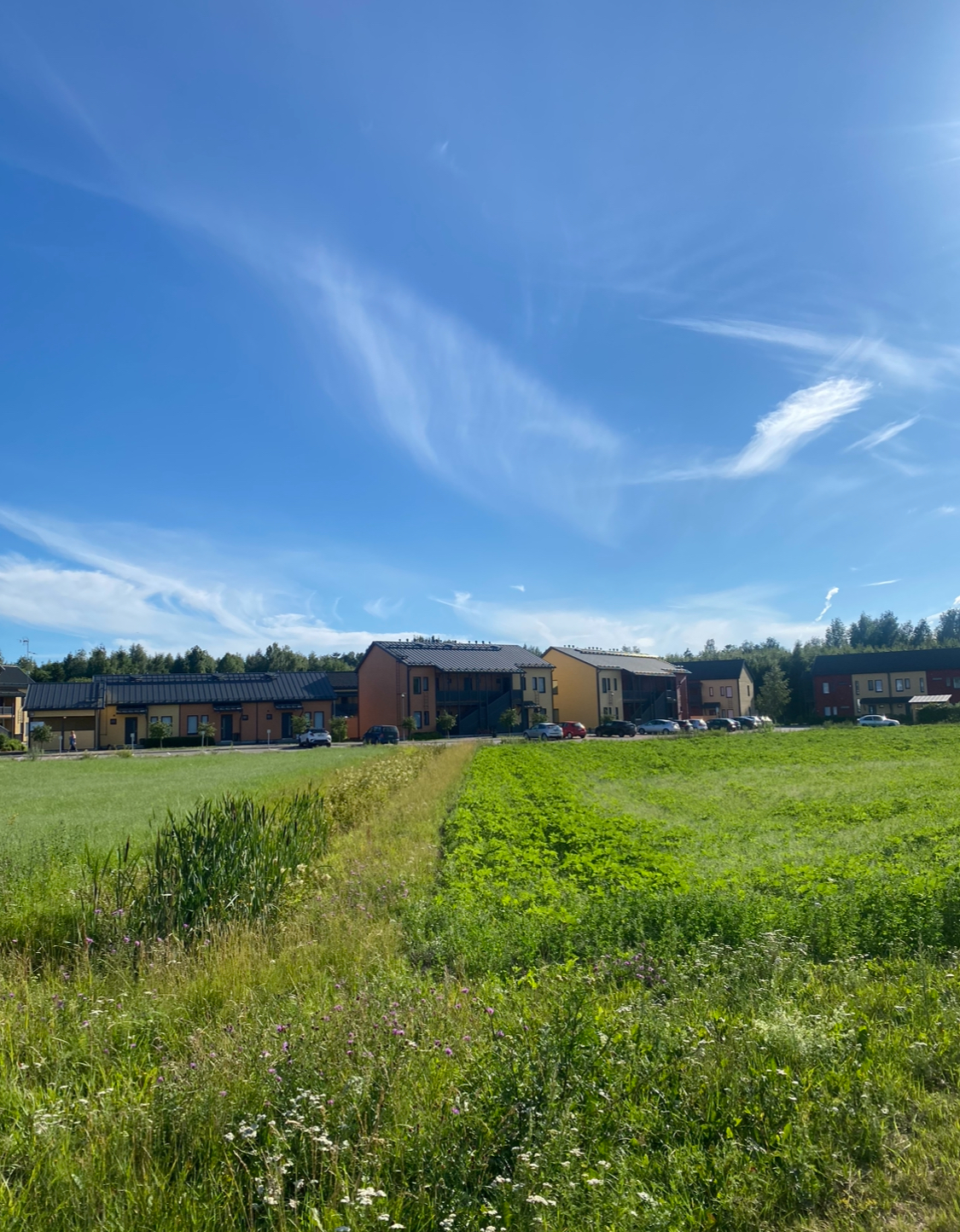
Bostäder i kommuncentrumet.
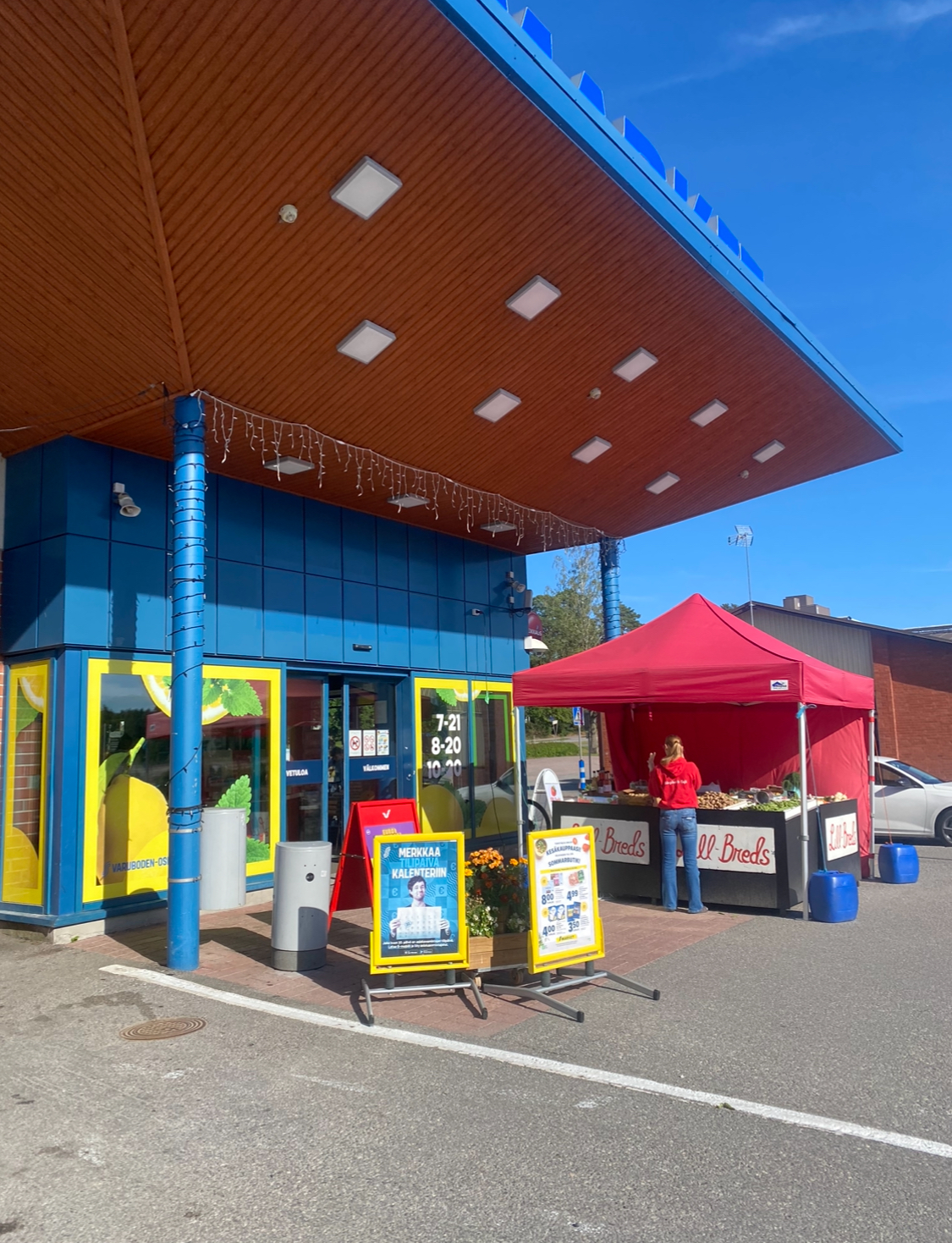
Matbutiken S-Market.
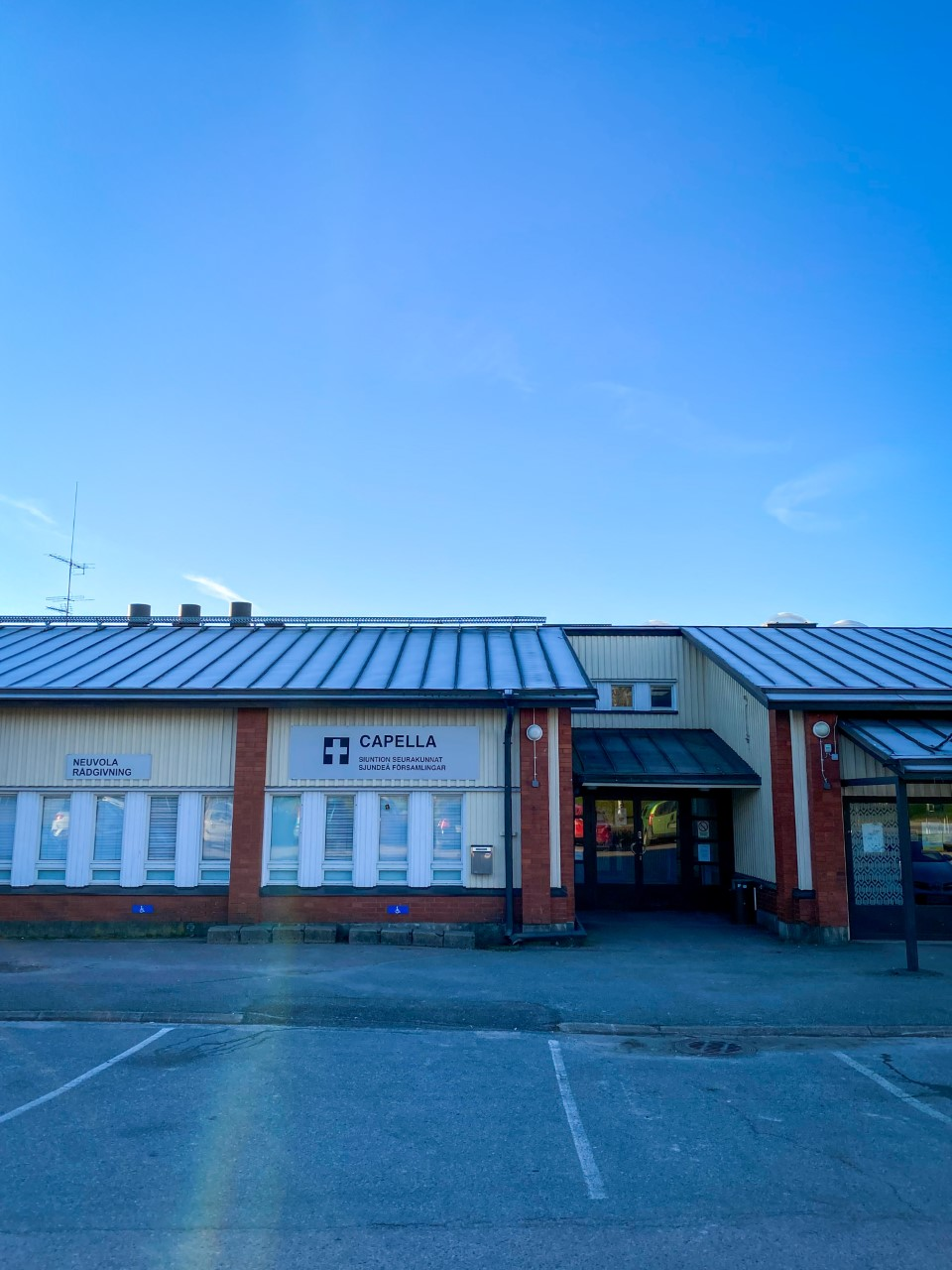
Kyrkan Capella.
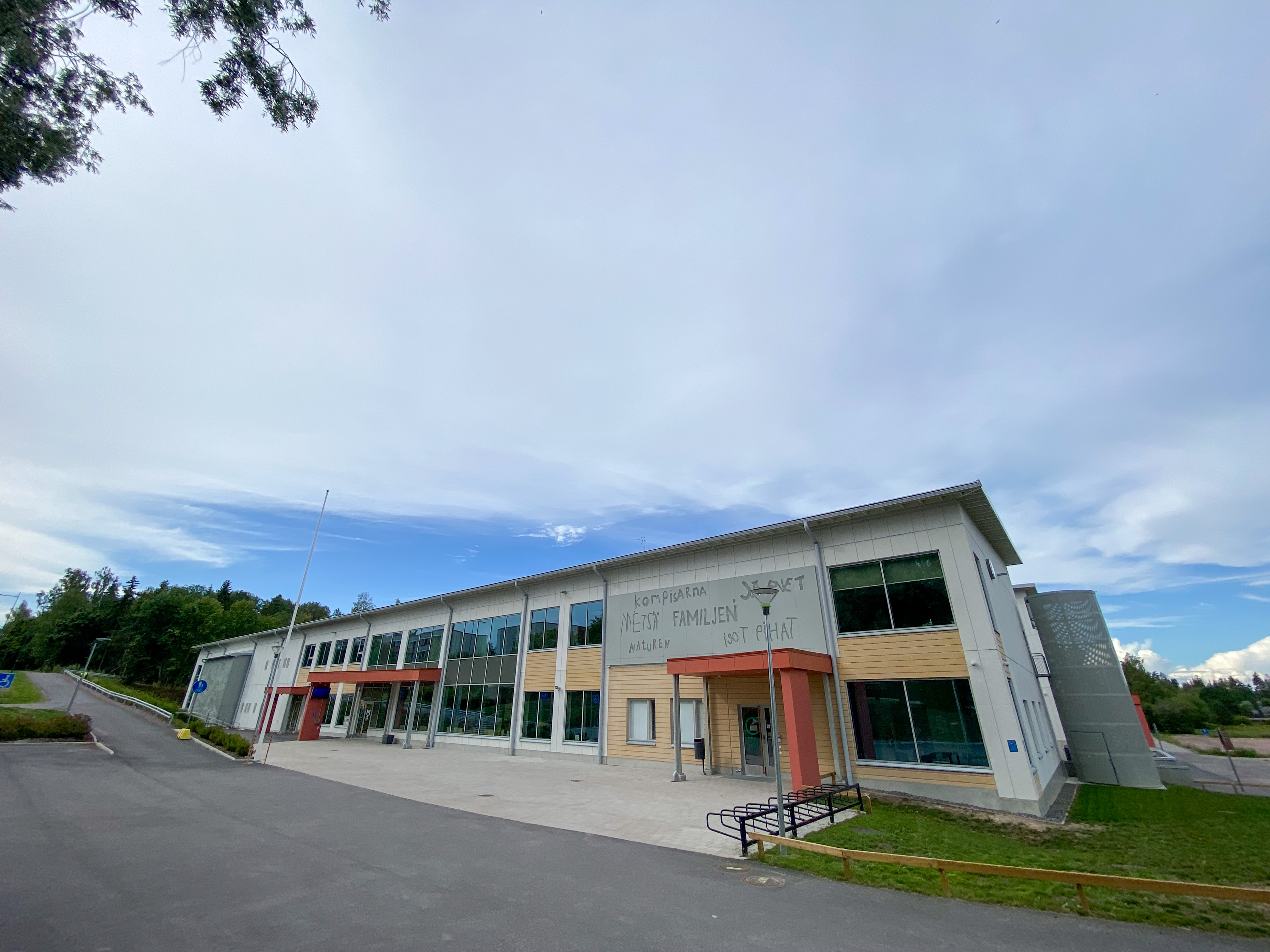
Bildningscampuset Sjundeå Hjärta där skolor och biblioteket finns.
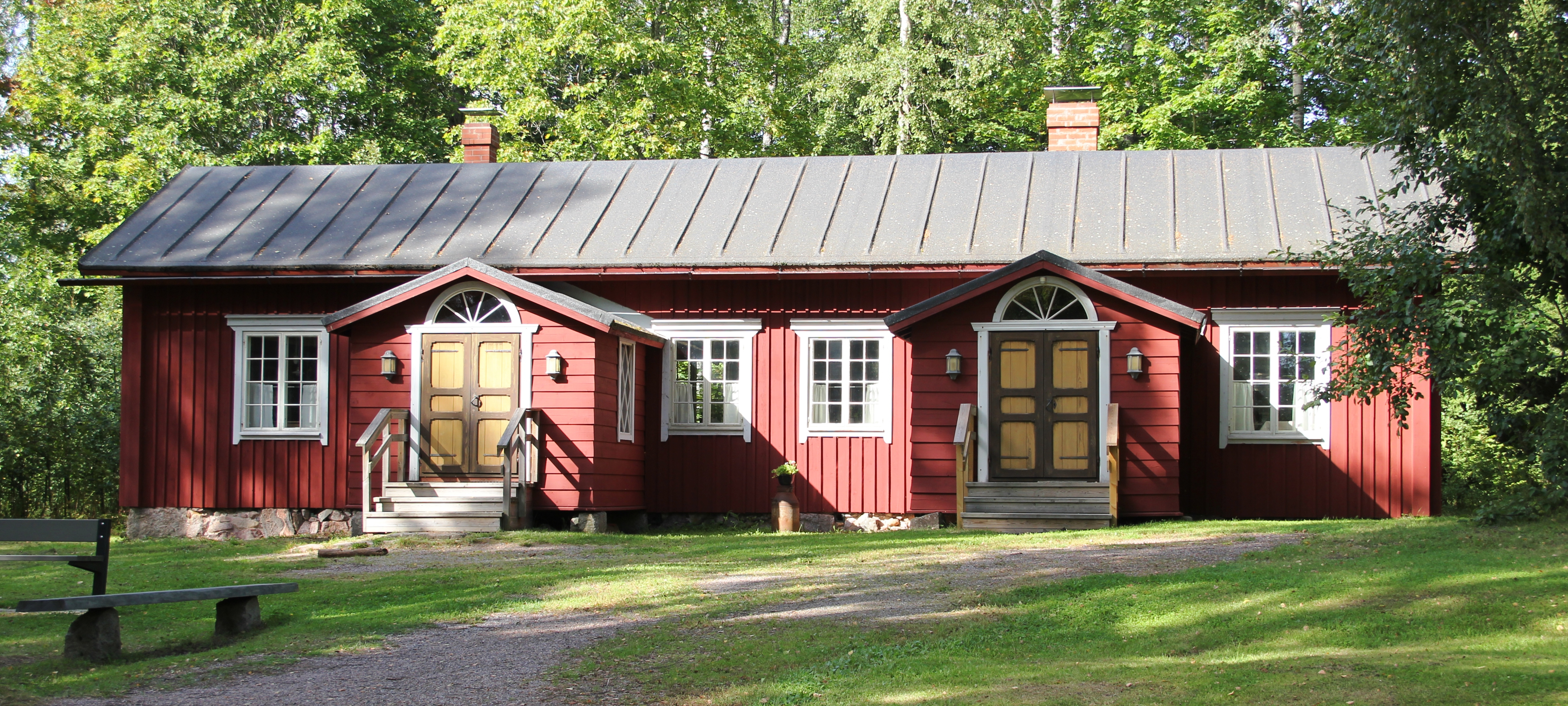
Fanjunkars.
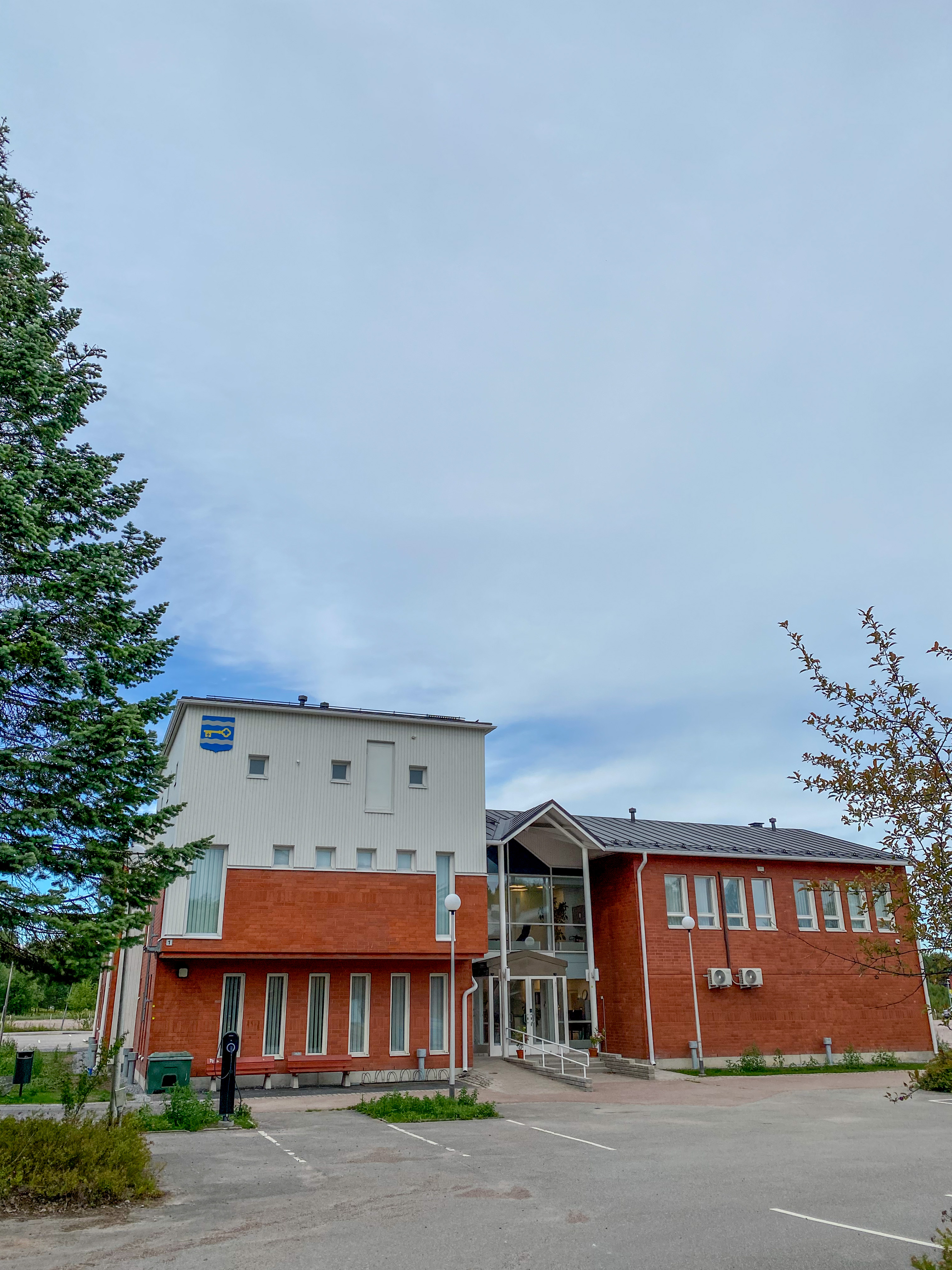
Sjundeå kommunhus